# Хаттенхофен (Вюртемберг)
Хаттенхофен (нем. Hattenhofen) — община в Германии, в земле Баден-Вюртемберг.
Подчиняется административному округу Штутгарт. Входит в состав района Гёппинген. Население составляет 2933 человека (на 31 декабря 2010 года). Занимает площадь 7,64 км².